# 巴塔利亞斯
巴塔利亞斯是玻利維亞的城鎮，位於該國西部，由拉巴斯省負責管轄，距離首府拉巴斯61公里，海拔高度3,852米，每年平均降雨量600毫米，2012年人口2,597。

## 外部連結
- Instituto Nacional de Estadistica de Bolivia